# مروحية الرأس
مِرْوَحِيَّةُ الرَّأْس (الاسم العلمي: Rhipicephalus)، جنس قراد من فصيلة لبوديات صلبة. تضم حوالي 74 إلى 75 نوع. معظم الأنواع مواطنها الأصيلة في إفريقيا الاستوائية.